# Олейник, Борис Ильич
Бори́с Ильи́ч Оле́йник (укр. Борис Ілліч Олійник; 22 октября 1935 — 30 апреля 2017, Киев) — советский и украинский поэт, общественный и государственный деятель.
Действительный член НАНУ, председатель Украинского фонда культуры. Депутат ВС СССР, заместитель председателя Совета Национальностей ВС СССР; народный депутат Верховной Рады Украины с 1992 по 2006 годы; бывший глава парламентской делегации Верховной Рады Украины в Парламентской Ассамблее Совета Европы. Лауреат Государственной премии СССР (1975). Герой Украины (2005).

## Биография
Родился 22 октября 1935 года в селе Зачепиловка (ныне Новосанжарский район Полтавской области Украины).
Первые стихи Бориса Олейника были опубликованы ещё в его бытность пионером, печатался в районной газете в 1948 году.
По окончании средней школы в 1953 году поступил на факультет журналистики КГУ имени Т. Г. Шевченко, который окончил в 1958 году. Возглавлял партийную организацию СП Украины на протяжении одиннадцати лет, причём за это время из этой организации не было исключено ни одного литератора. За период с 1962 по 1990 годы издал следующие сборники лирических стихов и поэм: «Сталь закаляют кузнецы» (1962), «Эхо» (1970), «Стою на земле» (1973), «Заклинание огня» (1978), «В зеркале слова» (1981), «Мера» (1988), «Путь» (1995). Последний сборник — это своеобразный творческий отчёт к своему 60-летию. Для творчества Олейника характерны комбинация тончайших лирических мотивов со злободневным юмором, убеждённостью в победе социалистических идеалов и акцентированием героических страниц советской и украинской истории.
Член КПСС с 1961 года. Оставаясь убеждённым коммунистом на протяжении всей жизни, Борис Ильич Олейник не менял своих политических убеждений и сохранил свой партбилет в то время, как большинство его коллег в массовом порядке покидали КПСС. Тем не менее, он никогда не боялся критиковать ошибки, допускаемые в ходе построения коммунистического общества в СССР. Эссе «Два года в Кремле» («Князь тьмы») отражает личные наблюдения автора из мест этнических конфликтов на просторах Советского Союза. В мае-июне 1986 года Борис Олейник был в числе первых побывавших на месте ядерной катастрофы в Чернобыле, откуда вёл репортажи на центральном телевидении СССР и УССР. В опубликованной в «Литературной газете» статье «Испытание Чернобылем» прямо обличал виновных в аварии. В июле 1988 на XIX конференции КПСС в Москве в докладе о сталинском терроре 1937—1938 впервые остановился на голоде 1932—1933.
В 1990—1991 годах являлся членом ЦК КПСС.
В ноябре 1992 года состоялись довыборы в Верховную раду Украины по Запорожскому (№ 191) избирательному округу. Борис Олейник занял на них первое место, не набрав, однако, более 50 % голосов. 6 декабря того же года состоялся второй тур довыборов, и на нём Борис Олейник был избран депутатом украинского парламента с 56,60 % голосов.
Борис Ильич Олейник был одним из главных инициаторов восстановления КПУ как самостоятельной национальной компартии. После регистрации новосозданной КПУ в октябре 1993 года Борис Олейник считался лидером её национал-коммунистического крыла, неоднократно выступая с жёсткой критикой режима Л. Д. Кучмы.
На парламентских выборах в марте 1994 года Борис Олейник опять баллотировался на пост депутата Верховной рады Украины по Запорожскому (№ 190) избирательному округу. Он опять не набрал в первом туре более половины голосов и прошёл в парламент по результатам второго тура, на котором он получил 56,14 % голосов.
На парламентских выборах в марте 1998 Борис Олейник выступал под номером 4 избирательного списка КПУ и вновь был избран депутатом Верховной рады.
Борис Олейник сочувствовал состоянию сербского населения бывшей Югославии, он посещал охваченные гражданской войной районы Балкан. Изучив угнетённое состояние сербов в зонах этнического конфликта в Боснии и Герцеговине, выразил свои размышления в эссе «Кто и с какой целью демонизирует сербов?», изданное в Югославии на украинском и сербском языках.
Поэт осудил бомбардировки Югославии силами НАТО, предпринятые под предлогом защиты албанского меньшинства в Косово, и лично стоял в «живых щитах», защищавших мосты страны от бомбардировок (вместе с другими иностранными добровольцами дежурил в Белграде на автомобильном мосту «Бранков мост» через реку Сава). Критиковал политику США в отношении бывшей Югославии в своих размышлениях «Кто следующий?». Признавая заслуги украинского поэта в мирном урегулировании, бывшая Федеративная республика Югославия наградила его премией «Рыцарское перо».
На парламентских выборах 31 марта 2002 Борис Олейник в четвёртый раз был избран депутатом Верховной рады.
Борис Ильич Олейник был единственным народным депутатом от украинской Компартии, поддержавшим Оранжевую революцию 2004 года. Находясь во время начала акций протеста в Польше, он, чувствуя себя солидарным с демократической оппозицией, отправил поздравление их участникам и вскоре сам принял в них участие. После его голосования за назначение правительства Юлии Тимошенко наряду с тремя другими коммунистами 2 марта 2005 был исключён из партии и фракции КПУ.
На парламентских выборах 26 марта 2006 года выступал в качестве одного из сопредседателей предвыборного Блока Бориса Олейника и Михаила Сироты, состоявшего из партии «Информационная Украина», Партии Здоровья и Трудовой партии Украины. Блок занял 36-е из 45 мест, набрав 0,08 % (21 649 голосов). Таким образом, Борис Олейник в парламент не прошёл.
27 июля и 3 августа 2006 года Борис Олейник принимал участие в круглом столе по поводу Универсала национального единства.
25 января 2010 года написал заявление о сложении полномочий председателя и члена Комиссии по государственным наградам в знак протеста против присвоения президентом Ющенко звания Героя Украины Степану Бандере. 5 июля 2010 назначен председателем Комитета по Национальной премии Украины имени Тараса Шевченко.
Борис Ильич Олейник — автор более 40 книг поэзии и публицистики, издаваемых на Украине и в других республиках СССР. Поэзия украинского автора переводилась на русский, итальянский, чешский, словацкий, польский, сербохорватский, румынский и другие языки.
Скончался 30 апреля 2017 года на 82-м году жизни после тяжёлой и продолжительной болезни.
Президент Украины выразил официальное соболезнование в связи со смертью поэта и общественного деятеля.
Похоронен 3 мая на Байковом кладбище в Киеве.

## Мировоззрение
Борис Ильич утверждал, что Украина всегда была органической частью Европы, и узнаваема она была ещё до времён Хмельницкого. Он напоминал, что одной из первых конституций была именно украинская конституция Орлика, а также то, что Украина стала одним из основателей ООН. Он также утверждал, что Украине следует избавиться от своих исторических комплексов, понять, что мир признал её после получения независимости, наладил с нами дипломатические контакты, и украинцам следует рассказывать иностранным партнёрам больше о себе и пытаться узнать и о них.

## Награды и премии
- 21 октября 2005 года Борису Олейнику было присвоено звание Героя Украины[9] (за самоотверженное служение Украине на литературной и государственной ниве, выдающийся вклад в сохранение национальной духовной культуры, весомую личную роль в подъёме международного авторитета Украины).
- орден Свободы (16 января 2009 года)[10]
- орден князя Ярослава Мудрого III (11 апреля 2012 года)[11], IV (21 августа 1999 года)[12], V ст. (17 октября 1995 года)[13]
- орден Октябрьской Революции
- орден Трудового Красного Знамени
- орден Дружбы народов
- Государственная премия СССР (1975) — за стихотворный сборник «Стою на земле» (1973)
- Государственная премия УССР имени Т. Г. Шевченко — за сборники стихов «Седая ласточка», «В зеркале слова», «Дума о городе»
- Государственная премия УССР имени Н. А. Островского (1964)
- Международная премии имени Г. Сковороды (1994)
- Международная премия «Дружба» (1997)
- Всеюгославская премия «Рыцарское перо» (1998).
- Международная премия имени М. А. Шолохова в области литературы и искусства (2001).
- Почётная Грамота Президиума Верховного Совета УССР.
- Почётная грамота Кабинета Министров Украины (12 апреля 2002)[14].
- Почётный гражданин Киева (2002).
- Орден преподобного Нестора Летописца I степени (2006)[15].
- Золотая медаль имени В. И. Вернадского НАН Украины (2011).
- Орден «Содружество» (28 ноября 2013 года, Межпарламентская ассамблея СНГ) — за активное участие в деятельности Межпарламентской Ассамблеи и её органов, вклад в укрепление дружбы между народами государств — участников Содружества Независимых Государств[16]